# Chambersburg
Le borough de Chambersburg est le siège du comté de Franklin, dans le Commonwealth de Pennsylvanie, aux États-Unis.

## Géographie
Sa superficie totale est de 17,8 km2, entièrement en surfaces terrestres.